# Бемыжка
Бемыжка — река в России, протекает по Кизнерскому району Удмуртской Республики. Правый приток реки Умяк, бассейн Камы.

## География
Бемыжка начинается в лесном массиве восточнее села Батырово. Течёт в общем направлении на юг. На реке находятся населённые пункты Верхний Бемыж, Кибек-Пельга, Шигай и Бемыж. За селом Бемыж, которое находится на правом берегу, река поворачивает на юго-восток и впадает в Умяк напротив деревни Угольный Кордон, в 57 км от устья Умяка. Длина реки составляет 25 км, площадь водосборного бассейна — 120 км².

## Данные водного реестра
По данным государственного водного реестра России относится к Камскому бассейновому округу, водохозяйственный участок реки — Вятка от города Вятские Поляны и до устья, речной подбассейн реки — Вятка. Речной бассейн реки — Кама.
Код объекта в государственном водном реестре — 10010300612111100040592.